# Пушкарное (Белгородский район)
Пушкарное — село в Белгородском районе Белгородской области России. Административный центр Пушкарского сельского поселения.

## География
Находится примерно в 1 км от западных окраин города Белгорода, выше его по руслу реки Везёлки. Через село проходит железная дорога Белгород—Готня, действуют разъезд 134 км и остановочный пункт 136 км.

## История

### Происхождение названия
Возникновение села связано с общим названием Болховец, в который входило четыре села: Стрелецкое, Казацкое, Драгунское и собственно Пушкарное. Урочище Болховец было заселено во второй половине XVII века «сведенцами», т.е. переселенцами из города Болхова Орловской области, который находится в 50 км к северо-западу от станции Мценск.
Села получили свои названия от рода занятия живших в них людей. В Пушкарном жили служилые люди-пушкари, которым отводились отдельно земли на местном праве и назывались — «четвертными». Создание сел связано с обороной Русского государства от набегов крымских татар на земли Белгородской черты.

### Исторический очерк
Село Пушкарное до Октябрьской революции было бедным селом. В нем насчитывалось до 240 дворов, из них до 30% безлошадных. Большая часть земли была у помещика Кремнёва Георгия и священников. Помещику принадлежала земля от леса Паршина до балки Кривогино, а от Кривогино до леса Громочиха и там, где теперь хутор Сумской — служителям церкви.
С июля 1928 года село Пушкарное числилось в Супруновском сельсовете Белгородского района.
В конце 1920-х годов 17 бедняцких дворов Пушкарного объединились в товарищество по совместной обработке земли (ТОЗ), в октябре 1929 года ТОЗ преобразовали в колхоз «Красная Нива» (40 дворов).
В 1941—1943 годах село было захвачено немецко-фашистскими войсками в ходе Великой Отечественной войны.
В 1950-е годы «Красная нива» объединилась с колхозом «Деревенский труженик» (село Рядиловка и хутор Сумской Пушкарского сельсовета).
В 1958 году село Пушкарное в Стрелецком сельсовете.
В начале 1970-х годов снова центр сельсовета, охватывавшего села Драгунское, Пушкарное и Рядиловка, хутора Бриллиантов, Сумской и Хапиловка.
С 2010 года село Пушкарное — центр Пушкарского сельского поселения Белгородского района.

## Население
| 2002 | 2010  | 2021  |
| ---- | ----- | ----- |
| 2710 | ↗3332 | ↗3892 |

X ревизия в 1857 году записала в слободе Пушкарной Белгородского уезда «1275 душ мужскаго пола».
По документам подворной переписи Белгородского уезда осени 1884 года: волостная слобода Пушкарная — 621 двор крестьян государственных душевых, 3379 жителей (1679 мужчин, 1700 женщин), грамотных 165 мужчин и 10 женщин из 142 семей, учащихся 43 мальчика и 2 девочки из 40 семей.
В начале 1900-х годов в волостном селе Пушкарное — 714 дворов, 3659 жителей (1848 мужчин, 1811 женщин), земледелием занимались 536 дворов.
На 1 января 1932 года в Пушкарном 3196 жителей.
По данным переписей населения в селе Пушкарном на 17 января 1979 года — 2159 жителей, на 12 января 1989 года — 2104 (950 мужчин, 1154 женщины), на 1 января 1994 года — 2207.
В 1999 году в Пушкарном — 2462 жителей, в 2001 году — 2520.

## Инфраструктура
По состоянию на 1997 год в Пушкарном — 993 хозяйства, АОЗТ «Красная нива», Дом культуры, библиотека, почтовое отделение, строительное предприятие. В 2019 году открыт цех по переработке овощей.